# Front Democràtic Sankarista
El Front Democràtic Sankarists (en francès: Front Démocratique Sankariste, FDS) és un partit polític sankarista de Burkina Faso. Va ser fundat el juny del 2004 com a escissió de la Convenció Panafricana Sankarista. És liderat per Fidèle Meng-Néré Kientéga i Inoussa Kaboré.